# Serratacosa medogensis
Espèce
Serratacosa medogensis est une espèce d'araignées aranéomorphes de la famille des Lycosidae.

## Distribution
Cette espèce est endémique du Tibet en Chine,. Elle se rencontre dans le xian de Mêdog.

## Description
Le mâle holotype mesure 9,03 mm et la femelle paratype 12,36 mm.

## Étymologie
Son nom d'espèce, composé de medog et du suffixe latin -ensis, « qui vit dans, qui habite », lui a été donné en référence au lieu de sa découverte, le xian de Mêdog.

## Publication originale
- Wang, Peng & Zhang, 2021 : « Serratacosa, a new genus of Lycosidae (Araneae) from the southern slopes of the Eastern Himalayas. » European Journal of Taxonomy, no 762, p. 96-107 (texte intégral).